# Max Domarus
Max Domarus (* 13. Dezember 1911 in Wiesbaden; † 4. Juni 1992 in Würzburg) war Historiker, Lehrer, Schriftsteller und Publizist. Bereits seit 1932 sammelte er die Äußerungen Adolf Hitlers systematisch. Seine Quellensammlung und Chronik des Dritten Reiches mit Kommentaren zu Hitlers Reden in vier Bänden ist im angelsächsischen Raum sehr bekannt. Er arbeitete von 1945 bis 1965 als Archivar im Graf Schönborn’schen Archiv im Schloss Wiesentheid und Fürst Castell’schen Archiv in Castell. Sein 1962/1963 in erster Auflage erschienenes Hauptwerk Hitler. Reden und Proklamationen 1932–1945 benutzte Konrad Kujau bei der Fälschung der „Hitler-Tagebücher“.

## Schriften (Auswahl)
- Das Bildungswesen in Würzburg unter Friedrich Karl von Schönborn, Diss. Würzburg 1943.
- Der Untergang des alten Würzburg und seine Vorgeschichte. Domarus, Wiesentheid 1950. (7., erw. Aufl. unter dem Titel Der Untergang des alten Würzburg im Luftkrieg gegen die deutschen Großstädte. Teutsch, Gerolzhofen 1995, ISBN 3-921863-16-3).
- Würzburger Kirchenfürsten aus dem Hause Schönborn. Domarus, Wiesentheid 1951.
- Walldürner Wallfahrt in sechs Jahrhunderten. Domarus, Wiesentheid 1952.
- Rudolf Franz Erwein v. Schönborn. Domarus, Wiesentheid 1954.
- Hitler. Reden und Proklamationen 1932–1945. Kommentiert von einem deutschen Zeitgenossen. Domarus, Würzburg 1962/1963. Vier Bände. (4. Auflage Leonberg 1988)
Englische Übersetzung: Hitler: Speeches and Proclamations 1932–1945. The Chronicle of a Dictatorship. Vol. I–Vol. IV. I.B. Tauris, London, und Bolchazy-Carducci Publishers, Wauconda, 1990–2004, ISBN 0-86516-227-1, ISBN 0-86516-229-8, ISBN 0-86516-230-1, ISBN 0-86516-231-X.
- Äbtissin Eva Theresia von Schönborn und das Adelige Damenstift zur Heiligen Anna in Würzburg. Schöningh [in Kommission], Würzburg 1964.
- Der Reichstag und die Macht. Würzburg 1968.
- Bischof Matthias Ehrenfried und das Dritte Reich. Domarus, Würzburg 1975 (5. Aufl.: Verlag Echter, Würzburg 1998, ISBN 3-429-02064-6).
- Mussolini und Hitler. Zwei Wege – Gleiches Ende. Domarus, Würzburg 1977, ISBN 3-921863-06-6.
- Ereignisse und Gestalten. Eine Autobiographie in Einzeldarstellungen. Domarus, Würzburg 1992, ISBN 3-921863-28-7.